# 201-й навчальний центр (Україна)
201-й навчальний центр (201 НЦ, в/ч А1884) — навчальний центр інженерних військ та військ радіаційного, хімічного, біологічного захисту в структурі  Командування Сил підтримки Збройних Сил України.

## Історія
Відкритий 1 червня 2017 року.
Навчання проводиться за 38 спеціальностями, з них 10 спеціальностей — за напрямком для військ радіаційного, хімічного, біологічного захисту. Завершується облаштування 16-ти класів та встановлення необхідного технічного інвентарю.
В червні 2018 року на одному з полігонів, в районі проведення операції Об'єднаних сил, військові інструктори центру провели двотижневу поглиблену підготовку вогнеметних підрозділів оперативно-тактичного угруповання «Північ». Особовий склад отримав допідготовку за спеціальністю «Вогнеметно-запалювальні засоби» і відповідні сертифікати.

## Структура
- навчальний батальйон
- циклова комісія з військово-технічних дисциплін
- циклова комісія військово-інженерних дисциплін
- циклова комісія РХБ захисту
- циклова комісія з загальновійськових дисциплін[3]

## Командування
- полковник Світак Василь Васильович